# Söğütyanı, Yakutiye
Söğütyanı là một xã thuộc huyện Yakutiye, tỉnh Erzurum, Thổ Nhĩ Kỳ. Dân số thời điểm năm 2011 là 99 người.